# فريدريك تشارلز فريزر
كان فريدريك تشارلز فريزر (15 فبراير 1880، في وولويتش - 2 مارس 1963، في لينوود) عالم حشرات إنجليزي متخصص في اليعسوبيات. بعد الخدمة العسكرية في الهند بوصفه جراح برتبة مقدم، كرس فريزر نفسه بالكامل لدراسة اليعسوبيات، ومعظمها في المتحف البريطاني (التاريخ الطبيعي)، حيث يتم الاحتفاظ بمجموعته. توجد مراسلات فريزر مع أ. إريك جاردنر في مكتبة متحف التاريخ الطبيعي بلندن. توجد مراسلات فريزر مع أخصائي طب الأسنان الأيرلندي نيال ماكنيل في متحف جامعة أكسفورد. وهو أيضًا زميل الجمعية الملكية لعلم الحشرات.

## أعمال مختارة
- 1933 The Fauna of British India, Including Ceylon and Burma including Burma and Ceylon Odonata. 1. Introduction, Coenagriidae. New Delhi.423pp.
- 1934 The Fauna of British India, Including Ceylon and Burma including Burma and Ceylon Odonata. 2. Agriidae, Gomphidae. New Delhi.398 pp, 120 figures, 1 coloured plate.
- 1936 The Fauna of British India, Including Ceylon and Burma including Burma and Ceylon Odonata. 3. Cordulegasteridae, Aeshnidae, Libellulidae. 461 p.
- 1954 The Origin and Descent of the Order Odonata based on the Evidence of persistent archaic Characters. Proceedings of the Royal Entomological Society of London.Ser.B, 23: 89-95
- 1957 A reclassification of the order Odonata R. Zool. Soc. N.S.W., Sydney, Australia, 155 pp.
- 1960 A handbook of the dragonflies of Australasia: with keys for the identification of all species R. Zool. Soc. N.S.W., Sydney, Australia, 67 pp. + 27 plates.

## روابط خارجية
- أعمال أو نبذة عن فريدريك تشارلز فريزر على أرشيف الإنترنت

1. 1 2  Biographies of the Entomologists of the World | Frederic Charles Fraser، Senckenberg German Entomological Institute، QID:Q57831640